# Kombinacja z powtórzeniami
Kombinacja z powtórzeniami – dowolny multizbiór złożony z elementów pewnego zbioru skończonego.
Jeśli zbiór jest n-elementowy, to każdy k-elementowy multizbiór jego elementów jest określany jako k-elementowa kombinacja z powtórzeniami zbioru n-elementowego. W odróżnieniu od kombinacji bez powtórzeń tu elementy mogą się powtarzać. Podobnie w odróżnieniu od kombinacji bez powtórzeń tu liczba {\displaystyle k} może być dowolna, np. większa od {\displaystyle n.}
Liczba k-elementowych kombinacji z powtórzeniami zbioru n-elementowego wyraża się wzorem:
{\displaystyle {\overline {C}}_{n}^{k}={k+n-1 \choose k}=C(k+n-1,k)={\frac {(k+n-1)!}{k!(n-1)!}}.}
Każda k-elementowa kombinacja z powtórzeniami zbioru n-elementowego jest klasą abstrakcji wszystkich k-wyrazowych wariacji z powtórzeniami zbioru n-elementowego różniących się między sobą jedynie kolejnością elementów.
k-elementową kombinację z powtórzeniami zbioru n-elementowego można interpretować jako niemalejącą funkcję {\displaystyle \{1,\dots ,k\}\;\to \;\{1,\dots ,n\}.} Równoważnie oznacza to skończony niemalejący ciąg długości {\displaystyle k,} którego wyrazami są elementy zbioru {\displaystyle \{1,\dots ,n\}.}

## Przykład
Liczba kombinacji 2-elementowych z powtórzeniami zbioru 4-elementowego {\displaystyle A=\{a,b,c,d\}} jest równa {\displaystyle {\begin{matrix}{\frac {5!}{2!\cdot 3!}}={\frac {120}{12}}=10\end{matrix}}.} Można je wymienić:
{\displaystyle \{a,b\},\{a,c\},\{a,d\},\{b,c\},\{b,d\},\{c,d\},\{a,a\},\{b,b\},\{c,c\},\{d,d\}.}
Kolejność nie ma tutaj znaczenia, równie dobrze można napisać {\displaystyle \{c,d\},} jak i {\displaystyle \{d,c\}.}

## Uzasadnienie wzoru na liczbę kombinacji
Jeżeli rozważymy zbiór {\displaystyle \{1,2,\dots n\},} to każdą jego k-elementową kombinację (obojętne czy z powtórzeniami, czy bez powtórzeń) da się uporządkować tak, by jej elementy {\displaystyle a_{1},a_{2},\dots a_{k}} spełniały zależność:
{\displaystyle 1\leqslant a_{1}\leqslant a_{2}\leqslant \dots \leqslant a_{k-1}\leqslant a_{k}\leqslant n,}
co w liczbach naturalnych (wraz z zerem) równoważne jest kolejno
{\displaystyle 0<a_{1}<a_{2}+1<\dots <a_{k-1}+k-2<a_{k}+k-1<n+k}
oraz, po zamianie symboli,
{\displaystyle 0<b_{1}<b_{2}<\dots <b_{k-1}<b_{k}<n+k.}
Liczba rozwiązań takiej nierówności dla {\displaystyle b_{1},\dots ,b_{k}\in \mathbb {N} } jest równa liczbie k-elementowych kombinacji bez powtórzeń zbioru (n+k–1)-elementowego, czyli {\displaystyle {\tbinom {n+k-1}{k}}}.

## Ograniczenie górne
Uwzględniając znane ograniczenie symbolu Newtona mamy
- {\displaystyle {\overline {C}}_{n}^{k}\geqslant \left({\frac {k+n-1}{k}}\right)^{k}}
- {\displaystyle {\overline {C}}_{n}^{k}\leqslant {\frac {(k+n-1)^{k}}{k!}}}
- {\displaystyle {\overline {C}}_{n}^{k}<\left({\frac {k+n-1}{k}}\cdot e\right)^{k},}